# عنقص طويل العنق
عنقص طويل العنق (الاسم العلمي: Empusa longicollis) هو نوع من الحشرات يتبع جنس العنقص من الفصيلة العنقصية. تم وصف هذا النوع من الحشرات علمياً لأول مرة من قبل ويلي أدولف ثيودور رام (بالإنجليزية: Willy Adolf Theodor Ramme)‏ سنة 1950.